# Ilm (mytologi)
Ilm (norröna: Ilmr) är i nordisk mytologi en numera så gott som okänd gudinna, valkyria eller dis. Ingenting finns berättat om henne, eftersom hon troligen var bortglömd redan när islänningarna började nedteckna sin historia på 1200-talet. Hennes namn har dock bevarats i två av de tulor som i några handskrifter av Snorres Edda följer efter Skáldskaparmál. I den ena av dessa nämns hon som asynja; i den andra är hennes namn ett kvinnoheite. Inom skaldediktningen förekommer också namnet i nio kenningar av sju olika skalder. Åtta av dessa är från 900-talet eller tidigt 1000-tal, den nionde är inte möjlig att datera. Dessa kenningar är, jämte namnets etymologi, vår enda källa till kunskap om vem Ilm kan ha varit.

## Kenningar med Ilm
I de flesta av de kenningar där Ilm nämns används namnet som ett heite med betydelsen "kvinna". Så är exempelvis fallet hos Kormak Ögmundarson som fyra gånger liknar sin älskade Steingerd vid Ilm. Hon är Ilmr sǫrva ("halsbandens Ilm") och två gånger Ilmr erma ("dräktärmarnas Ilm"). Hon liknas också vid Ilm i en halvkenning som kanske betyder "den sköna". Men eftersom både asynjors och valkyriors namn har kunnat användas som kvinnoheiten säger oss dessa kenningar inte något om hur skalden själv har föreställt sig Ilm. Björn hitardalskämpen kallar i en kenning den dis som förebådar hans egen död för Ilmr armleggjar orma ("armringarnas Ilm"). Betyder det att Ilmr i hans ögon var en dödsdis? 
Den intressantaste Ilm-kenningen finns i Landnámabók, andra boken, kapitel 33. Här skildras skalden Hromund haltes sista strid någon gång på 950-talet, och striden omskrivs med kenningen jalmr Ilmar ("Ilms larm"). Kenningen är konstruerad på samma sätt som andra stridskenningar innehållande valkyrienamn, till exempel dynr Skǫglar ("Sköguls dån"), gnýr Gǫndlar ("Gönduls vapenbrak") och glaumr Gunnar ("Gunns larm"). Eftersom asynjenamn aldrig tycks ha använts i sådana stridskenningar är det rimligt att Hromund halte själv har tänkt sig Ilm som en valkyria. Denna tolkning görs också av Finnur Jónsson och Sveinbjörn Egilsson i Lexicon Poeticum.

## Etymologin
Ett första försök att tolka namnet Ilm gjordes av Jacob Grimm, som i sin Deutsche Mythologie kopplade namnet till det maskulina ordet ilmr ("väldoft"). Namnet skulle då betyda "den väldoftande". Men det finns inga andra exempel på att gestalter i nordisk mytologi har fått namn efter sin lukt, och dessutom är det feminina Ilmr (ackusativ: Ilmi, genitiv: Ilmar) morfologiskt skilt från det maskulina substantivet ilmr (ackusativ: ilm, genitiv: ilms).
Det har också föreslagits, i anslutning till kenningen jalmr Ilmar, att orden Ilmr och jalmr skulle vara besläktade. I så fall skulle namnet "Ilm" kunna betyda "den larmande" eller "den som för stort buller", vilket kunde vara ett passande valkyrienamn.
En tredje möjlighet, som Ásgeir Blöndal Magnússon i sin etymologiska ordbok finner troligast, är att namnet "Ilmr" skulle komma av trädnamnet almr ("alm"). Ilm kan då ursprungligen ha varit en träddis eller trädande, vilket kanske förklarar varför hon så snabbt efter landnamstiden glömdes bort på Island. Allteftersom träd blev sällsyntare på ön blev också deras namn allt dunklare i det allmänna medvetandet. Guðbrandur Vigfússon nämner som exempel ordet eik ("ek"), som på Island kom att betyda "träd" i största allmänhet, och närhelst tallar och björkar kallas för ekar, är det ett säkert tecken på att författaren är islänning. Man kan tänka sig att behovet av en särskild almdis minskade i takt med att den allmänna kunskapen om träd försvagades. Almen har också i europeisk folktro associerats med döden varför steget från en almdis till en slagfältets valkyria inte behöver vara stort. För övrigt är gränserna mellan olika kategorier av mytologiska väsen ofta flytande. Freja är till exempel asynja, men har drag av mäktig valkyria; Skuld nämns både som norna och valkyria, och Eir är troligen en valkyria, men påstås av Snorre Sturlasson vara asynja.